# Echimăuți, Rezina
Echimăuți este un sat din raionul Rezina, Republica Moldova. Localitatea este situată la 20 km depărtare de orașul Rezina și 98 km - de Chișinău. 

## Istoric
În anii interbelici a făcut parte din plasa Rezina a fostului județ Orhei. 
În perioada sovietică funcționau: școală medie, casă de cultură cu instalație de cinematograf, punct medical, grădiniță de copii, ateliere de deservire socială etc.
În 1969 producția globală a localității constituit 1,4 mln ruble, inclusiv: cultura plantelor tehnice 489 mii ruble, creșterea animalelor 383 mii rub., cultura cerealelor 222 mii rub., pomicultura și tivultura 191 mii rub., cultura plantelor furajere 88 mii rub. Venitul net a constituit 504 mii rub. 

## Demografie
În 1970 localitatea avea o populație de 2.634 locuitori. În sat se afla sediul colhozului „Lenin”. La recensământul din 2004 au fost înregistrați 2.247 locuitori, inclusiv moldoveni/români - 2230 persoane (99,24%), ucraineni - 9 persoane (0,4%) ruși - 4 persoane (0,18%), un găgăuz și 3 persoane de alte naționalități. 

## Administrație și politică
Componența Consiliului local Echimăuți (11 consilieri), ales la 5 noiembrie 2023, este următoarea:
|  | Partid                                        | Consilieri | Componență | Componență | Componență | Componență | Componență |
|  | --------------------------------------------- | ---------- | ---------- | ---------- | ---------- | ---------- | ---------- |
|  | Partidul Acțiune și Solidaritate              | 5          |            |            |            |            |            |
|  | Partidul Dezvoltării și Consolidării Moldovei | 3          |            |            |            |            |            |
|  | Partidul Socialiștilor din Republica Moldova  | 3          |            |            |            |            |            |

## Personalități

### Născuți în Echimăuți
- Meir Dizengoff (1861–1936), figură publică și politică evreiască, primul primar de Tel Aviv (1920–1925 și 1928–1936)

## Vezi și
- Echimăuți (așezare)